# Raul de Souza
Pour les articles homonymes, voir Souza.
Raul de Souza, de son vrai nom João José Pereira de Souza, né le 23 août 1934 à Rio de Janeiro et mort à Montirat dans le Tarn le 13 juin 2021, est un tromboniste brésilien, qui a enregistré notamment avec Sérgio Mendes, Flora Purim, Airto Moreira, Milton Nascimento, Sonny Rollins, et Cal Tjader.

## Biographie
Il est l'inventeur du souzabone, un type de trombone électrique.
Il participe à de nombreux festivals de jazz. Il a vécu aux États-Unis de nombreuses années, mais est retourné vivre au Brésil.
Le 26 février 2016, il sort un album exclusivement constitué de ses compositions : Brazilian Samba Jazz (Encore Merci / Rue Stendhal).

## Discographie
en tant que leader
- À Vontade Mesmo (RCA Brazil, 1965)
- International Hot (Equipe, 1968)
- Pra Frente Brasil (1970)
- Colors (Milestone, 1974)
- Sweet Lucy (Capitol, 1977)
- Don't Ask My Neighbors (Capitol, 1978)
- Til Tomorrow Comes (Capitol, 1979)
- Viva Volta (RGE, 1986)
- The Other Side Of The Moon (RGE, 1993)
- 20 Preferidas: Raul de Souza (RGE, 1996)
- Rio (Mix House/Eldorado, 1998)  avec Conrad Herwig
- No Palco! Raul de Souza (Inter CD Records, 2000)
- Splendid Night (Media 7/Next Music, 2003)
- eLiXiR (Tratore, 2005)
- Jazzmin (Biscoito Fino, 2006)
- Soul & Creation (Phantom Sound & Vision, 2008)
- Bossa Eterna (Biscoito Fino, 2008)
- DVD - O Universo Musical de Raul de Souza
- Brazilian Samba Jazz (Encore Merci, 2016)